# Walckenaeria chiyokoae
Walckenaeria chiyokoae är en spindelart som beskrevs av Saito 1988. Walckenaeria chiyokoae ingår i släktet Walckenaeria och familjen täckvävarspindlar. Inga underarter finns listade i Catalogue of Life.